# Aleksandr Łoszczakow
Aleksandr Iwanowicz Łoszczakow (ros. Александр Иванович Лощаков, ur. 23 listopada 1910 w Moskwie, zm. 2010) – radziecki dyplomata.
Należał do WKP(b), odbył służbę w Armii Czerwonej, od 1942 pracownik Ludowego Komisariatu/Ministerstwa Spraw Zagranicznych ZSRR, 1947-1949 pomocnik wiceministra spraw zagranicznych ZSRR. Od lipca 1954 do 1956 radca Ambasady ZSRR na Węgrzech, 1956 radca Wydziału V Europejskiego MSZ ZSRR, od 17 grudnia 1960 do 26 grudnia 1962 ambasador nadzwyczajny i pełnomocny ZSRR w Mali, od 29 lutego 1963 do 22 grudnia 1965 ambasador nadzwyczajny i pełnomocny ZSRR w Szwajcarii.